# Zona reservada Bosque de Zárate
La zona reservada Bosque de Zárate es un área protegida en el Perú. Se encuentra en el departamento de Lima, en la provincia de Huarochirí.
Fue creada el 13 de octubre de 2010, mediante Resolución Ministerial N.º 195-2010-MINAM. Tiene una extensión de 545,75 hectáreas.
Está ubicada en la provincia de Huarochirí, región Lima.
Geográficamente se encuentra parte alta de la quebrada del río San Bartolomé. Comprende el bosque seco de neblina dominando por Oreopanax, Myrcianthes, Escallonia y especies arbustivas. Allí se ha reportado 63 especies de aves como Zaratornis stresemanni, Poospiza rubecula, Leptasthenura pileata, Asthenes pudibunda y Atlapetes nationi. También se encuentra la orquídea peruana Chloraea undulata. Asimismo protege a caseríos y a la localidad de San Bartolomé de deslizamientos durante las épocas de lluvias de verano.